# Carsten Rietschel
Carsten Rietschel (* 20. Februar 1973 in Meißen | † 09. März 2025 in Berlin) ist ein deutscher Tänzer.

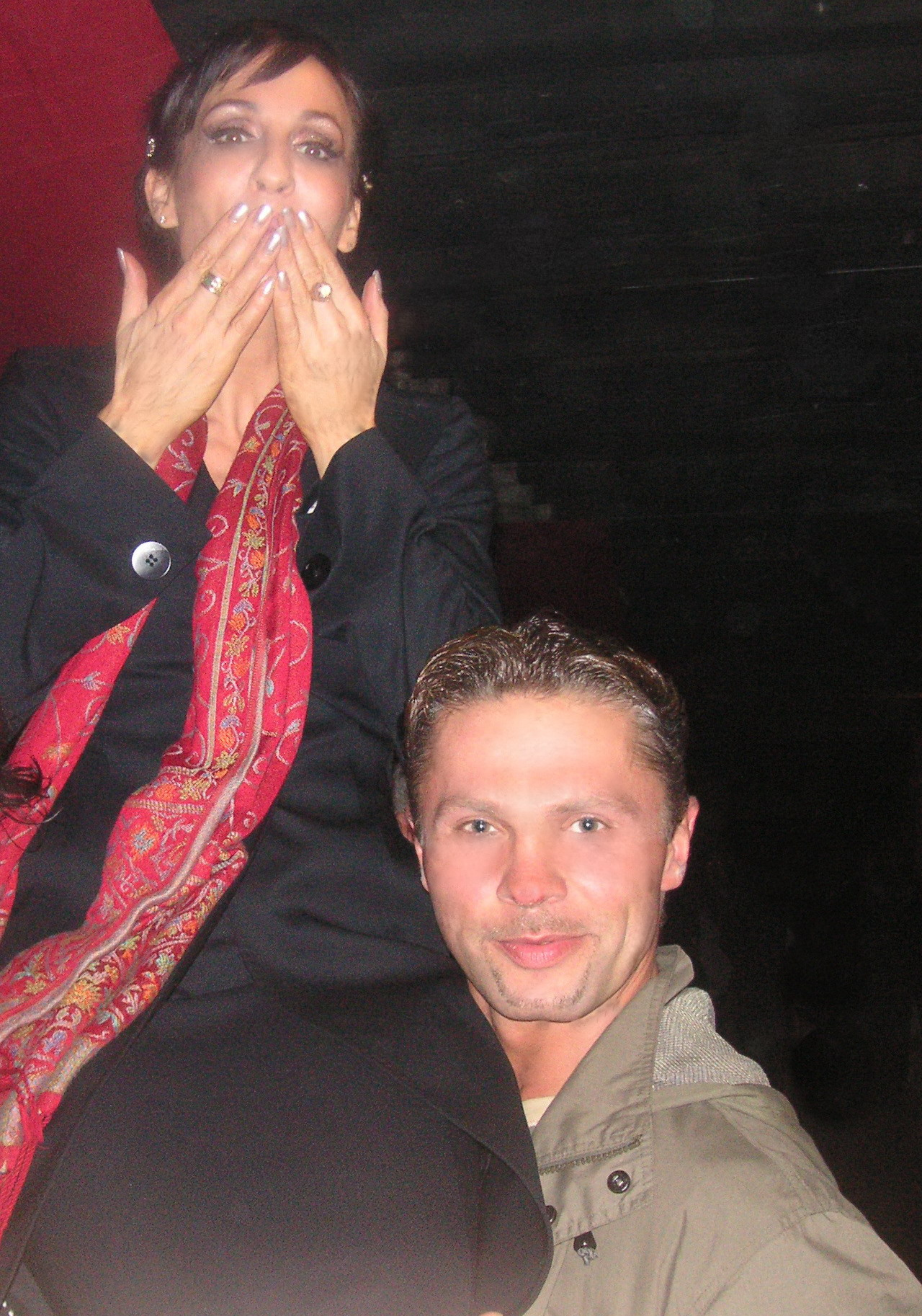
Carsten Rietschel mit Musicalsängerin Anna Maria Kaufmann – Sommer 2008

## Leben
Rietschel wuchs in Sachsen auf, wo er von 1987 bis 1992 die Staatlichen Ballettschule Leipzig besuchte und unter anderem auch im Jazzdance ausgebildet wurde.
Seit 1992 ist Rietschel Tänzer beim deutschen Fernsehballett des MDR, inzwischen seit vielen Jahren als Solist des Showtanzensembles. Seither ist er in vielen Shows im In- und Ausland mit dem Fernsehballett aufgetreten. Tanzpartner waren zum Beispiel Anna Maria Kaufmann, Marika Rökk, Mireille Mathieu und Petra Kusch-Lück. Die Feste der Volksmusik in der ARD, in denen das Fernsehballett fester Bestandteil ist, gibt ihm ein Podium im solistischen Tanz. Er wirkte auch bei Sketchen in der Samstagabendshow mit. Bei der Tournee Tanzpalast im Herbst 2009 übernahm Rietschel auch die Moderation des Showfinales.
Seit Mai 2010 präsentiert er gemeinsam mit seiner Tanzpartnerin Celeste Rose Mackeprang die MDR-Show Schlager-Boulevard.
Rietschel hat eine Tochter und lebt mit einer ehemaligen Balletttänzerin in Berlin-Hohenschönhausen.

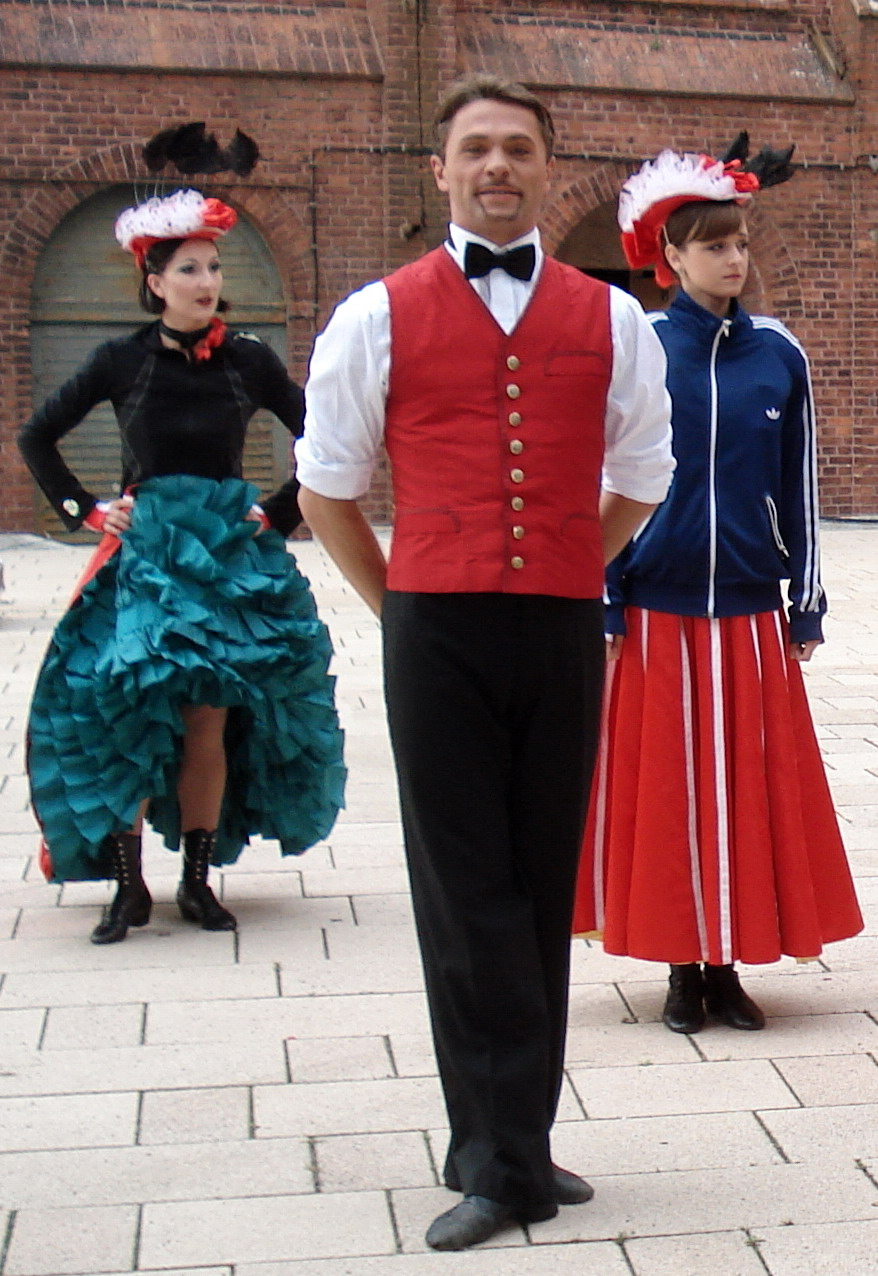
Rietschel bei einer Showprobe zur TV-Gala der Elblandfestspiele Wittenberge (2009)
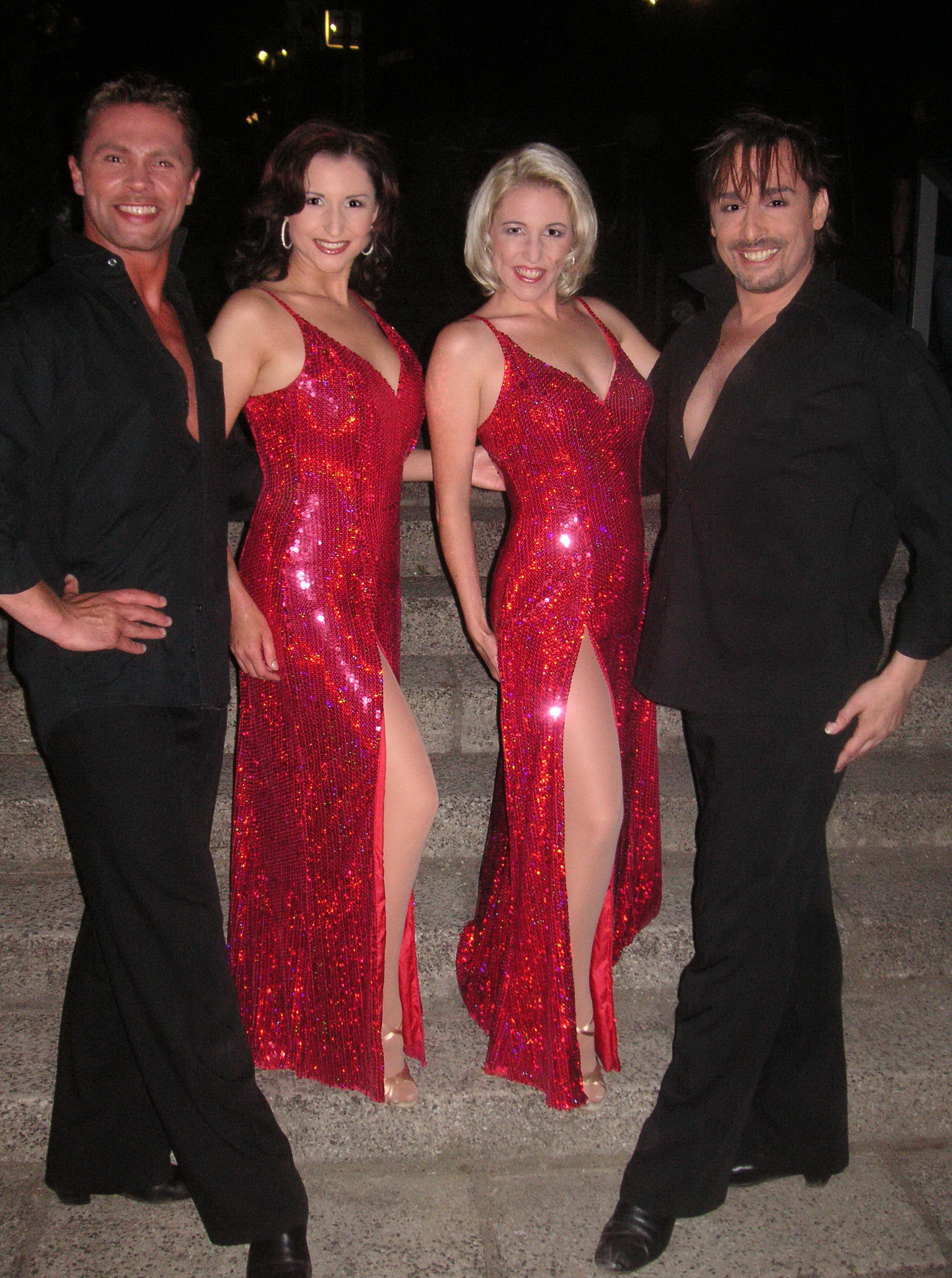
Carsten Rietschel mit den Geschwister Hofmann und André Höhl vom Dt. Fernsehballett des MDR – Berlin ZDFSommerOpenAir2008